# John Charles Cutler
John Charles Cutler (* 29. Juni 1915, Cleveland; † 9. Februar 2003, Pittsburgh) war ein US-amerikanischer Mediziner. Er führte Syphilis-Menschenversuche in Guatemala und die Tuskegee-Syphilis-Studie in Alabama durch.

## Leben
Cutler wurde als Sohn von Grace Amanda Allen und Glenn Allen Cutler geboren. Er machte seinen Abschluss an der Western Reserve University Medical School im Jahre 1941 und trat dem Public Health Service 1942 bei. 1943 arbeitete er als Sanitätsoffizier im U.S. Public Health Venereal Disease Research Laboratory auf Staten Island.
In den 1940er Jahren führte er die Syphilis-Menschenversuche in Guatemala durch, bei dem 1308 bis 2082 Guatemalteken vorsätzlich infiziert wurden. Zu den Guatemalteken gehörten auch Waisenkinder, von denen die jüngsten neun Jahre alt waren.
1954 war Cutler verantwortlich für Experimente, die an Gefangenen von Sing Sing durchgeführt wurden. An ihnen wurde die Wirkung von Penicillin bei Syphilis-Erkrankungen getestet.
Cutler wurde 1958 Assistant Surgeon General of the United States. In den 1960er-Jahren nahm er an der Tuskegee-Syphilis-Studie ausführend teil, bei der mehrere hundert mit Syphilis infizierte Afro-Amerikaner ohne medizinische Behandlung gelassen wurden. Dazu sagte Cutler 1993 in der Fernsehdokumentation „The Deadly Deception“:

“It was important that they were supposedly untreated, and it would be undesirable to go ahead and use large amounts of penicillin to treat the disease, because you’d interfere with the study.”

„Es war wichtig, dass sie nicht (medizinisch) behandelt wurden. Es war nicht erwünscht, dass sie mit großen Mengen Penicillin behandelt worden wären, weil das die Studien beeinträchtigt hätte.“

1967 wurde Cutler Professor für International Health an der University of Pittsburgh, wo er zwischen 1968 und 1969 als Dekan tätig war.
Er starb 2003 im Western Pennsylvania Hospital in Pittsburgh. Nach seinem Tod gab es eine Vorlesungsreihe an der University of Pittsburgh, die ihm zu Ehren nach Cutler benannt war. 2008 wurde diese Reihe abgebrochen, nachdem seine Verantwortung für die Menschenversuche in Guatemala aufgedeckt worden war.
Im Januar 2019 entschied ein Richter über die Zulassung eines Gerichtsverfahrens gegen den Pharma-Konzern Bristol-Myers Squibb, die Johns-Hopkins-Universität und die Rockefeller-Stiftung über die Entschädigung von 774 Opfern und Opferangehörigen, die 2015 eine Klage über eine Entschädigung in Höhe von insgesamt 1 Mrd. US-Dollar eingereicht hatten.